# Engie
Engie es un grupo de capital francés que realiza actividades en los ámbitos de generación y distribución de electricidad, gas natural, Petróleo y energías renovables. Es la segunda empresa más grande de servicios públicos con más de 74 mil millones de euros en ingresos anuales y 160,000 empleados alrededor del mundo. también posee una participación del 35 % en Suez Environnement, la compañía de tratamiento de agua y gestión de residuos que separó de Suez en el momento de la fusión. GDF Suez se cotizan en las bolsas Euronext en Euronext París y la Bolsa de Bruselas, y es un componente de los índices CAC 40 y BEL20.

## Historia
El 25 de febrero de 2006, el primer ministro francés, Dominique de Villepin, anunció la fusión de la empresa de energía Suez y Gaz de France, con el objetivo de crear la más grande empresa del mundo de gas natural licuado. Dado que el Estado francés poseía más del 80% de Gaz de France, era necesario aprobar una nueva ley a fin de hacer posible la fusión. Mientras que Nicolás Sarkozy estuvo durante varios meses opuesto a los planes del gobierno de Villepin para la fusión de las dos empresas, prefiriendo un acuerdo con la italiana Enel, así se mantendría una participación de control por el Estado, posteriormente aceptó la propuesta del Gobierno. El plan para la fusión de Gaz de France y Suez, fue atacado por el conjunto de la izquierda política, que temían la pérdida de una de las maneras de prevenir pasadas subidas de precios experimentadas en los últimos tres años, y por los gaullistas sociales y los sindicatos.
La Ley N º 2006-1537 del 7 de diciembre de 2006 en el sector de la energía autorizó la privatización de Gaz de France. El 3 de septiembre de 2007, Gaz de France y Suez anunciaron llegar a un acuerdo de fusión, sobre la base de un intercambio de 21 acciones de Gaz de France por 22 acciones de Suez a través de la absorción de Suez por Gaz de France. Varias desinversiónes de Gaz de France y Suez habían sido hechas a fin de satisfacer las preocupaciones de la Comisión de la Competencia Europea: GDF acordó vender su participación del 25 % aproximado al productor de electricidad belga SPE-Luminus por 515 millones de euros. La participación fue comprada por Céntrica (accionista de SPE) que ejerció su derecho de adquisición preferente, bloqueando un acuerdo previo para vender la participación de Electricité de France. Suez, en tanto, se vio obligado a reducir su participación en la distribuidora de gas natural Fluxys y vender su filial belga de suministro de gas Distrigas a Eni.
En julio de 2009, la Comisión Europea multó a GDF Suez y a E.ON con 553 millones de euros ambas sobre acuerdos sobre el Gasoducto Megal. Fue la segunda más grande multa impuesta por la Comisión Europea y la primera en el sector energético. En 1975, Ruhrgas y Gaz de France, llegó a un acuerdo según el cual se acordó no vender gas en sus respectivos mercados de origen. El acuerdo fue abandonado en 2005.
En octubre de 2009 GDF-Suez fue colocado en el 6º lugar de las "Mejores Compañías del Mundo" por A.T. Kearney y Business Week.

## Filiales y participaciones
- GRDF - operador de la distribución de gas en Francia
- GRTgaz - operador de la red de transporte de gas en Francia
- Electrabel - electricidad en Europa (el mayor proveedor en Bélgica)
- COFELY Ltd. - servicios de construcción y gestión de instalaciones
- ELIA - Operador de redes de transporte en Bélgica (24,3 % de participación a través de Electrabel)
- Fluxys - operador de gas de alta presión de la red en Bélgica (participación del 45 %)
- Tractebel  - generador de electricidad en Brasil (67,8 % de participación)
- Tractebel Engineering - consultoría de ingeniería Internacional
- Suez Environnement - antiguos activos en agua y residuos de Suez (participación del 35 %)

## Estructura accionarial
El principal accionista de GDF Suez, al 31 de diciembre de 2008 es el Gobierno de Francia con 35,6 %. Otras grandes participaciones están en manos de Groupe Bruxelles Lambert (5,3 %), empleados de la empresa (2,7 %), Caisse des dépôts et consignations (1,9 %), Areva (1,2 %), CNP Assurances (1,1 %) y Sofina (0,7 %).

## Controversias
En Matamoros, Tamaulipas, ciudad al norte de México, de 2022 a 2024, se reportaron más de 300 fugas de gas natural de la empresa Engie. Esto ha puesto en riesgo a la población, como lo señala la organización #YoSobreviviente.
El 26 de enero de 2022, una fuga de gas de Engie ocasionó una explosión en una sucursal de la cadena de tiendas de conveniencia 7-Eleven, en la que murieron dos empleados. Sobre este lamentable incidente, Engie México señaló que la explosión se produjo debido a un manejo indebido de los ductos de gas por parte de un tercero.
Otra explosión por acumulación de gas ocurrió en junio de 2023, en el domicilio de una mujer llamada Thalía, la cual resultó gravemente herida y con quemaduras de tercer grado en 55% de su cuerpo. La acumulación de gas ocurrió en el baño, sin embargo, la casa no tenía una instalación de gas propia, pues tanto la estufa como el boiler eran eléctricos. La fuga provenía de una línea de gas natural a 60 cm de la banqueta del edificio. Derivado de las quemaduras, Thalía estuvo sometida a más de 15 cirugías, con un costo de 40 millones de pesos, por lo que demandaron a la empresa Gas Natural Engie. Sin embargo, la empresa negó la responsabilidad, señalando que el gas natural es seguro.Salvador Martínez, hermano de Thalía, señaló: "Las personas de Engie, dentro del corporativo de Matamoros, han mal informado internamente o deliberadamente, ellos han mentido. Hacer estos señalamientos donde esta información que, como periodista debe estar respaldada, no solamente es llegar y decir ‘es culpa de tal".
Sobre lo sucedido en Matamoros, la compañía señaló que si bien en un primer peritaje realizado en el lugar del incidente, no se encontró gas natural, estaba dispuesta a colaborar con las autoridades competentes a nivel federal, estatal y municipal, para llevar a cabo una nueva investigación, así como el restablecimiento del contacto con la afectada, a quien le expresaron su solidaridad, y el pago de la indemnización de quien resulte responsable. La empresa afirmó que para garantizar el cumplimiento de las directrices de seguridad establecidas por las autoridades, Engie México y sus empresas subsidiarias están sometidas a las inspecciones, regulaciones y supervisiones de organismos gubernamentales y de Protección Civil de cada una de las localidades donde tienen presencia.